# Alianza para la Reorientación y la Construcción Patriótica
La Alianza para la Reorientación y la Construcción Patriótica (en inglés Alliance for Patriotic Reorientation and Construction) es un partido político gambiano que estuvo en el poder desde su creación en 1996 por los responsables del golpe de Estado Militar de julio 1994, hasta la deposición de Yahya Jammeh en 2017. El color del partido es el verde y su lema : "Unidad, autarquía, progreso". El APRC está presidido por Yahya Jammeh.

## Historia
El partido fue fundado en 1996 por los militares que llegaron al poder durante el golpe de Estado de 1994 con el fin de sostener la campaña presidencial de Yahya Jammeh y de presentar candidatos para las elecciones legislativas de 1997.

### Elecciones presidenciales
Jammeh logró ganar las presidenciales de 1996 con 56 % de los votos, las del 18 de octubre de 2001 con 52,8 %, las del 22 de septiembre de 2006 con 67 % y las de 2011 con el 71,5 % de los votos. En las elecciones del 1 de diciembre de 2016 Jammeh perdió las elecciones con el 36,7 % de los votos frente al candidato del Partido Democrático Unificado Adama Barrow.

### Elecciones legislativas
El APRC logró ganar las elecciones legislativas de 1997 (33 de los 45 escaños) y las del 17 de enero de 2002 (45 de 48 escaños, de los cuales 33 sin oposición). Las elecciones de 2002 fuero boicoteadas por el Partido Democrático Unificado de Ousainou Darboe. Durante las legislativas del 25 de enero de 2007, el APRC logró 42 de los 48 escaños en el poder con una tasa de participación de 38 %.

## Resultados electorales

### Presidencial
|  | 55.77 % |

|  | 52.84 % |

|  | 67.3 % |

|  | 71.5 % |

|  | 39.6 % |

### Legislativo
| Año  | # de votos | % de votos | # de escaños | +/– | Posición  |
| ---- | ---------- | ---------- | ------------ | --- | --------- |
| 1997 | 160.470    | 52.13      | 33/45        |     | Gobierno  |
| 2002 | 29.097     | 51.05      | 45/48        | 12  | Gobierno  |
| 2007 | 157.392    | 59.70      | 42/48        | 3   | Gobierno  |
| 2012 | 80.289     | 51.82      | 43/48        | 1   | Gobierno  |
| 2017 | 60.331     | 15.91      | 5/53         | 38  | Oposición |
| 2022 |            |            | 2/53         | 3   | Oposición |